# Bujoreni (Teleorman)
Pour les articles homonymes, voir Bujoreni.
Bujoreni est une commune du județ de Teleorman en Roumanie.